# Xylochora craticola
Xylochora craticola är en svampart som först beskrevs av H. Wegelin, och fick sitt nu gällande namn av Arx & E. Müll. 1954. Xylochora craticola ingår i släktet Xylochora, ordningen kolkärnsvampar, klassen Sordariomycetes, divisionen sporsäcksvampar och riket svampar.   Inga underarter finns listade i Catalogue of Life.